# Jonathan Okita
Jonathan Okita (Köln, 1996. október 5. –) német születésű kongói DK válogatott labdarúgó, a török Bodrum középpályása.

## Pályafutása

### Klubcsapatokban
Okita a németországi Köln városában született. Az ifjúsági pályafutását a belga Brainois csapatában kezdte, majd a Tubize akadémiájánál folytatta.
2013-ban mutatkozott be a Tubize felnőtt keretében. 2014-ben az első osztályban szereplő Standard Liège szerződtette. A 2016–17-es szezonban a Roeselare és az Union SG csapatát erősítette kölcsönben. 2017-ben a MVV Maastrichthez, míg 2018-ban a NEC Nijmegenhez igazolt. 2022. július 1-jén hároméves szerződést kötött a svájci első osztályban érdekelt Zürich együttesével. Először a 2022. július 16-ai, Young Boys ellen 4–0-ra elvesztett mérkőzés 72. percében, Fidan Aliti cseréjeként lépett pályára. Első két gólját 2022. szeptember 11-én, a Servette ellen idegenben 3–2-es vereséggel zárult találkozón szerezte meg. 2025 januárjában a török Bodrumhoz igazolt.

### A válogatottban
Okita 2021-ben debütált a kongói DK válogatottban. Először a 2021. október 10-ei, Madagaszkár ellen 1–0-ra elvesztett VB-selejtező félidejében, Samuel Bastient váltva lépett pályára.

## Statisztikák
2023. április 30. szerint
| Klub           | Szezon   | Osztály            | Bajnokság | Bajnokság | Kupa  | Kupa | Nemzetközi | Nemzetközi | Összesen | Összesen |
| Klub           | Szezon   | Osztály            | Meccs     | Gól       | Meccs | Gól  | Meccs      | Gól        | Meccs    | Gól      |
| -------------- | -------- | ------------------ | --------- | --------- | ----- | ---- | ---------- | ---------- | -------- | -------- |
| Standard Liège | 2015–16  | Jupiler League     | 2         | 0         | 0     | 0    | —          | —          | 2        | 0        |
| Union SG       | 2016–17  | Jupiler League     | 6         | 0         | 0     | 0    | —          | —          | 6        | 0        |
| MVV Maastricht | 2017–18  | Eerste Divisie     | 38        | 18        | 0     | 0    | —          | —          | 38       | 18       |
| NEC Nijmegen   | 2018–19  | Eerste Divisie     | 39        | 15        | 2     | 0    | —          | —          | 41       | 15       |
| NEC Nijmegen   | 2019–20  | Eerste Divisie     | 27        | 6         | 1     | 0    | —          | —          | 28       | 6        |
| NEC Nijmegen   | 2020–21  | Eerste Divisie     | 36        | 8         | 2     | 0    | —          | —          | 38       | 8        |
| NEC Nijmegen   | 2021–22  | Eredivisie         | 27        | 7         | 2     | 0    | —          | —          | 29       | 7        |
| NEC Nijmegen   | Összesen | Összesen           | 129       | 36        | 7     | 0    | 0          | 0          | 136      | 36       |
| Zürich         | 2022–23  | Swiss Super League | 25        | 7         | 1     | 0    | 9          | 1          | 35       | 8        |
| Összesen       | Összesen | Összesen           | 200       | 61        | 8     | 0    | 9          | 1          | 217      | 62       |

### A válogatottban
| Válogatott | Év       | Pályára lépés | Gól |
| ---------- | -------- | ------------- | --- |
| Kongói DK  | 2021     | 1             | 0   |
| Kongói DK  | 2023     | 1             | 0   |
| Összesen   | Összesen | 2             | 0   |

## Sikerei, díjai
Standard Liège
- Belga Kupa
  - Győztes (1): 2015–16

NEC Nijmegen
- Eerste Divisie
  - Feljutó (1): 2020–21